# Brachyunguis calotropicus
Brachyunguis calotropicus är en insektsart. Brachyunguis calotropicus ingår i släktet Brachyunguis och familjen långrörsbladlöss. Inga underarter finns listade i Catalogue of Life.